# Райффайзен Банк (Україна)
ПАТ «Райффа́йзен Ба́нк» — найбільший український банк з іноземним капіталом. На 68 % належить австрійському Raiffeisen Bank International.
Чисті активи банку станом на 1 січня 2018 року становили більше 72 млрд грн, за їх розмірами Райффайзен Банк займає четверте місце серед усіх діючих банків України. На роздрібному банківському ринку Райффайзен займає третє місце. Мережа обслуговування банку на початок 2018 року нараховувала 503 відділення, 2525 банкоматів та 414 платіжних терміналів. Банком емітовано 4,9 млн. платіжних карток, також Райффайзен Банк володіє однією з найбільших мереж торговельних POS-терміналів чисельністю понад 23 тисячі одиниць.
Головний офіс "Райффайзен Банку" розташований у Києві. Банк два роки поспіль очолює рейтинг найприбутковіших банків в Україні. У 2017 році його чистий прибуток становив 4,4 мільярда гривень, у 2016 — 3,8 мільярда грн. Банк регулярно займає перші місця в рейтингах найстійкіших банків в Україні.

## Історія
Акціонерне товариство «Райффайзен Банк» (скорочена назва — АТ «Райффайзен Банк») зареєстровано 27 березня 1992 року (до 25 вересня 2006 року — Акціонерний поштово-пенсійний банк «Аваль», до 17 червня 2021 року — Акціонерне товариство «Райффайзен Банк Аваль»). Із жовтня 2005 року банк став частиною банківської групи Райффайзен Інтернаціональ Банк-Холдинг АГ, Австрія (із жовтня 2010 р. — Райффайзен Банк Інтернаціональ АГ. Станом на 1 січня 2015 року РБІ володів 96,4 % акцій українського банку).
У 2012 році Райффайзен Банк Аваль удруге визнано найкращим банком в Україні у межах дослідження Eurasian Bank Survey 2012, яке проводиться виданням Business New Europe (bne)[джерело?].
Загальна кількість клієнтів банку на початок 2013 року — близько 3 млн. Загальнонаціональна мережа станом на 1 січня 2015 року складала 674 відділень у великих містах, обласних та районних центрах, окремих селищах у всіх регіонах України.
Його названо також найкращим недержавним банком України у межах рейтингу «30 найнадійніших установ банківського сектора», складеного журналом «Кореспондент» та інвестиційною компанією Dragon Capital.
У рамках регулярних досліджень компанії GfK Ukraine Райффайзен Банк Аваль у 2012 році отримав найвищу оцінку репутації серед українських банків, відзначався як лідер за рівнем задоволеності клієнтів та за привабливістю для потенційних клієнтів, а також був визнаний найкращим у наданні послуг корпоративним клієнтам[джерело?].
Банк зберіг за собою перше місце серед українських банків із західним капіталом у репутаційному рейтингу «Goodwill-фактор», який регулярно у минулому році складали компанія NOKs fishes та журнал «Власть денег»[джерело?].
Міжнародна платіжна система Visa відзначила Райффайзен Банк Аваль як «Банк високої платіжної культури та якісного клієнтського портфеля», а також визнала найкращим банком із продажу комерційних продуктів Visa у 2012 році в Україні[джерело?].
У травні 2015 році Європейський банк реконструкції та розвитку вкотре відзначив Райффайзен Банк Аваль як найактивніший банк-емітент в Україні за програмою сприяння торгівлі (TFP) за результатами роботи в 2014 році[джерело?].

### Хронологія

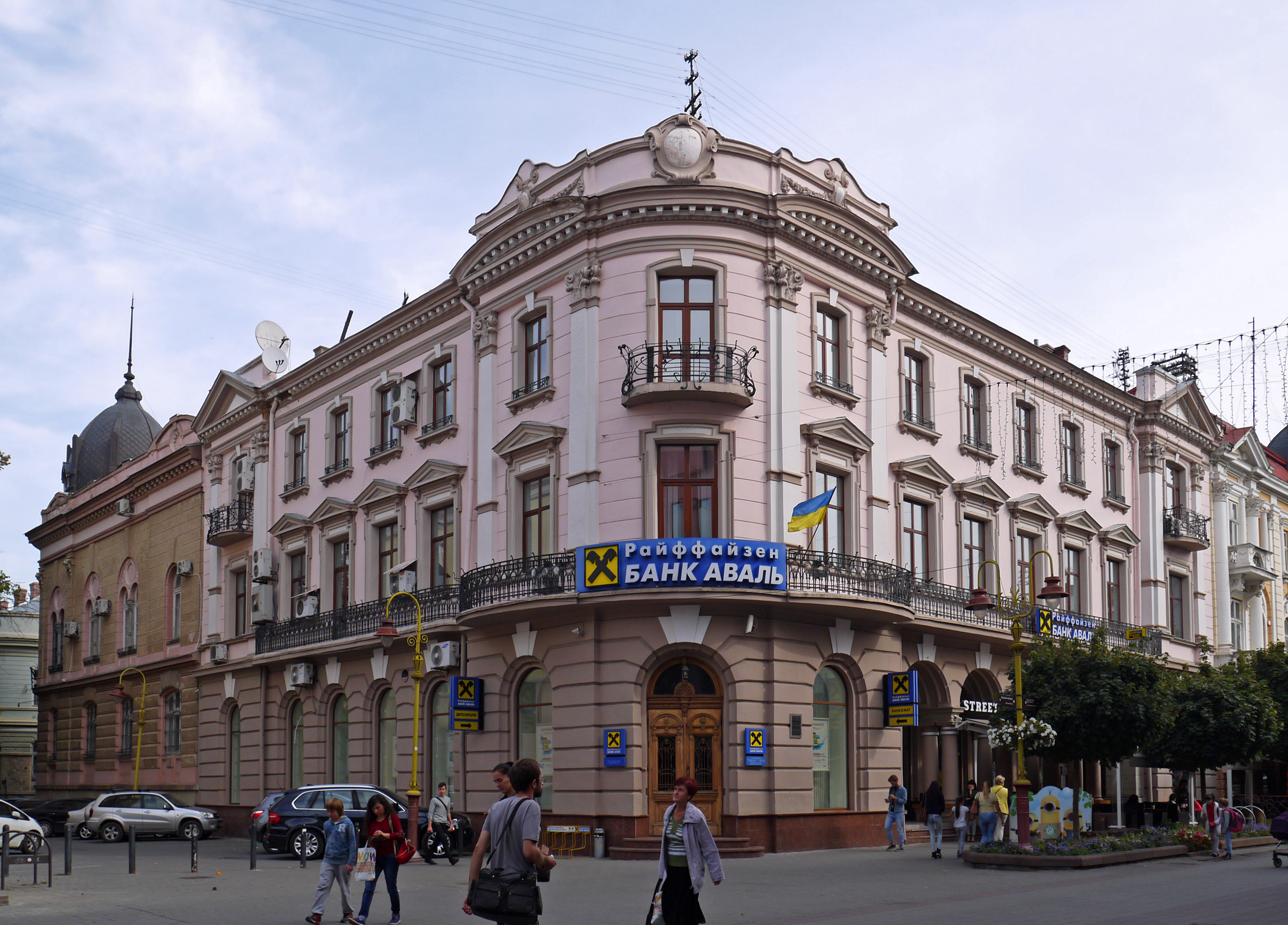
Відділення в Івано-Франківську

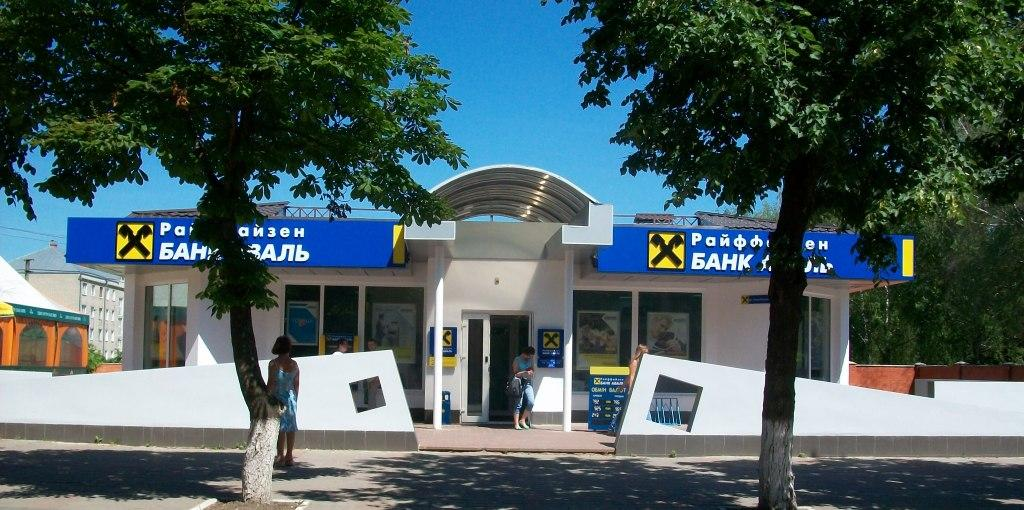
Відділення в м. Глухів, Сумська область

1992 р. — НБУ зареєстрував АКБ «Аваль».

1993 р. — 12 регіональних підрозділів банку почали свою роботу.

1994 р. — НБУ зареєстрував банк як АППБ «Аваль».

1995 р. — Банк отримав акредитацію для реалізації проектів Європейського банку реконструкції та розвитку.

1996 р. — Розпочав роботу власний процесинговий центр банку — Український процесінговий центр. Банк став членом міжнародних платіжних систем Visa та Europay.

1997 р. — Компанія Western Union визнала «Аваль» найкращим партнером у Східній Європі.

1999 р. — Банк став учасником Фонду гарантування вкладів фізичних осіб.

2000 р. — Western Union визнала банк «Аваль» найбільш творчо орієнтованим агентом системи.

2001 р. — Банк першим в Україні запровадив виплату пенсій із використанням пластикової картки «Онікс-Пенсійний». Впроваджено власну систему термінових грошових переказів по Україні «Аваль-Експрес».

2002 р. — Статутний капітал досяг рекордної для української банківської системи позначки — 500 млн грн. Банк увійшов до TOP-100 банків Центральної і Східної Європи за рейтингом Standard & Poor's.

2003 р. — Журнал Euromoney назвав «Аваль» найкращим банком України. Банк розмістив власний випуск облігацій на суму 80 млн грн.

2004 р. — Статутний капітал банку досяг рекордної суми в 1 млрд грн. ЄБРР визнав «Аваль» одним із найбільших і динамічних банків у ЦСЄ. Банк очолив рейтинг TOP-100 «Інвестгазети» в номінації «Найбільші банки за розміром чистих активів за 2003 рік».

2005 р. — ЄБРР визнав «Аваль» одним із найактивніших банків у регіоні Південно-Східної Європи та країнах
колишнього СРСР. 93,5 % акцій банку придбано групою Райффайзен Інтернаціональ.

2006 р. — АППБ «Аваль» перейменовано на ВАТ «Райффайзен Банк Аваль». Журнал Euromoney визнав банк
«Найкращим банком в Україні», ЄБРР — «Найактивнішим банком у сфері торгового фінансування в Україні в 2006 році» в рамках програми сприяння торгівлі «TFP».

2007 р. — Активи банку перевищили 40 млрд грн. Власний капітал банку збільшено на 1,5 млрд грн. шляхом
розміщення 23-ї емісії акцій. Журнал The Banker назвав Райффайзен Банк Аваль «Банком року» в Україні. Бренд банку в рамках Всеукраїнської рейтингової програми «Гвардія брендів» визнано найдорожчим серед усіх банків України.

2008 р. — Власний капітал банку збільшено на 1,4 млрд грн. за результатами розміщення акцій 24-ї емісії.

2009 р. — Юридичну назву банку змінено на Публічне акціонерне товариство «Райффайзен Банк Аваль» (скорочено — АТ «Райффайзен Банк Аваль»). Вкотре став найдорожчим банківським брендом в Україні — в рамках рейтингу BrandFinance Global Banking 500, опублікованого виданням The Banker. «Найкращий банк в Україні» за версією Euromoney.

2010 р. — За результатами 25-ї емісії акцій банку, його капітал збільшено на 932,54 млн грн., у тому числі статутний капітал — на 582,84 млн грн., до понад 3 млрд грн. Банк відзначено як «Найкращий банк в Україні», за версією журналу Euromoney.

2011 р. — Журнал Euromoney вкотре назвав банк найкращим в Україні.

2012 р. — Отримано чергові нагороди у межах Міжнародного фестивалю-конкурсу «Вибір року» — в номінаціях «Банк року з найкращим рівнем обслуговування» та «Пакет банківських послуг року».
У червні 2021 року «Райффайзен Банк Аваль» був перейменований на «Райффайзен Банк»

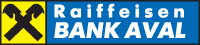
«Райффайзен Банк Аваль»

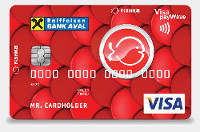
Ко-брендингова платіжна картка FISHKA від Райффайзен банку Аваль

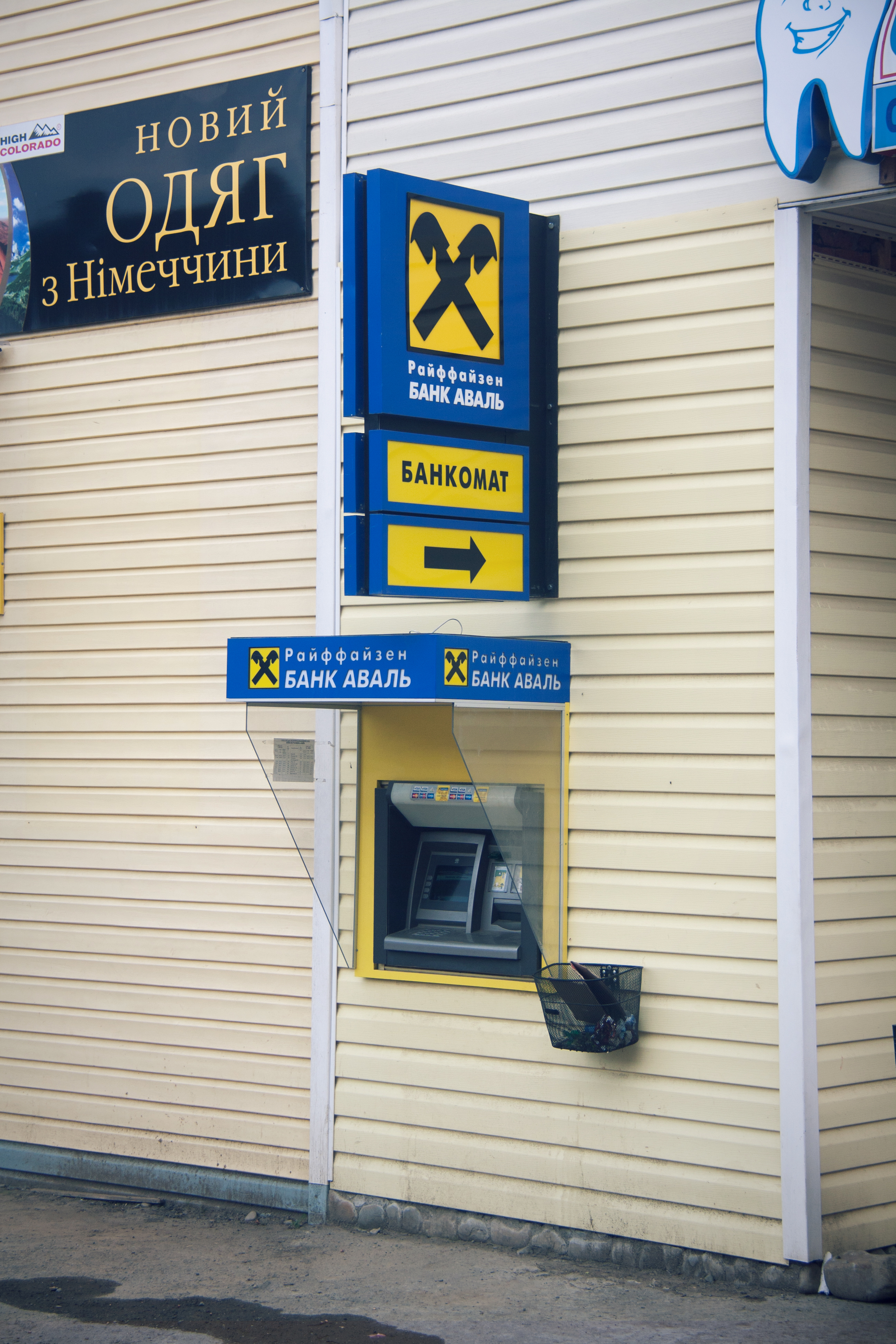
Банкомат Райффайзен Банку Аваль в смт Верховина, Івано-Франківська область (2012)

## Структура власності
Станом на 1 січня 2020 року структура власності є такою:
| Власник Акцій                               | Частка власності |
| ------------------------------------------- | ---------------- |
| Raiffeisen Bank International AG            | 68,28 %          |
| Європейський банк реконструкції та розвитку | 30,00 %          |
| Інші (кожен з часткою менше 0,1 %)          | 1,72 %           |

Частина акцій перебувають у вільному обігу на фондовій біржі ПФТС і є складовою частиною розрахунку індексу ПФТС.

## Фінансова звітність
За 2021 рік Райффайзен Банк отримав прибуток у розмірі 4,858 мільярда гривень.

## Керівництво банку
- Лавренчук Володимир Миколайович — голова правління (Із жовтня 2005 р.)
- Герхард Бьош — перший заступник голови правління
- Роберт Коссманн — заступник голови правління
- Гуріна Наталія Олександрівна — заступниця голови правління
- Шевченко Оксана Вікторівна — заступниця голови правління

## Участь у професійних організаціях та установах
У 2012 році Райффайзен Банк Аваль брав активну участь у роботі різних професійних об'єднань, асоціацій та організацій, а також продовжував співпрацювати з міжнародними фінансовими інститутами, зокрема Європейським банком реконструкції та розвитку (ЄБРР) та Міжнародною фінансовою корпорацією (МФК).
Райффайзен Банк Аваль є членом таких організацій, як:
- Форум провідних міжнародних фінансових установ;
- Незалежна асоціація банків України;
- Асоціація «Фондове Партнерство»;
- ПрАТ «Українська міжбанківська валютна біржа»;
- Національний депозитарій України;
- ПрАТ «Всеукраїнський депозитарій цінних паперів»;
- Українська міжбанківська асоціація членів платіжних систем «ЕМА»;
- Перше всеукраїнське бюро кредитних історій;
- Асоціація «Українські Фондові Торговці»;
- Співтовариство всесвітніх інтербанківських фінансових телекомунікацій (SWIFT);
- Європейська бізнес асоціація;
- Американська торговельна палата;
- Міжнародна факторингова асоціація International Factors Group (IFG);
- Професійна асоціація реєстраторів і депозитаріїв.

Згідно з вимогами чинного законодавства України, банк є учасником Фонду гарантування вкладів фізичних осіб, заснованого в 1998 році з метою захисту інтересів вкладників.

## Найбільший донор благодійної допомоги
Райффайзен Банк є найбільшим донором гуманітарної та благодійної допомоги серед українських банків за обсягом наданої допомоги. 1,27 млрд грн склала гуманітарна допомога населенню від банку протягом двох років повномасштабної війни.
Банк зробив благодійну підтримку населення пріоритетною частиною власної стратегії розвитку. Найбільше активізувалася допомога українцям з початку повномасштабної війни Росії проти України.
Ключові напрями підтримки, що здійснює український Райффайзен Банк:
- Реінтеграція ветеранів;
- Сприяння рятувальним місіям;
- Побудова укриттів у школах та дитсадках;
- Фінансування лікування та протезування постраждалих від війни;
- Підтримка малого бізнесу тощо.